# Diora
Diora là một chi thực vật có hoa trong họ Asparagaceae.

## Hình ảnh

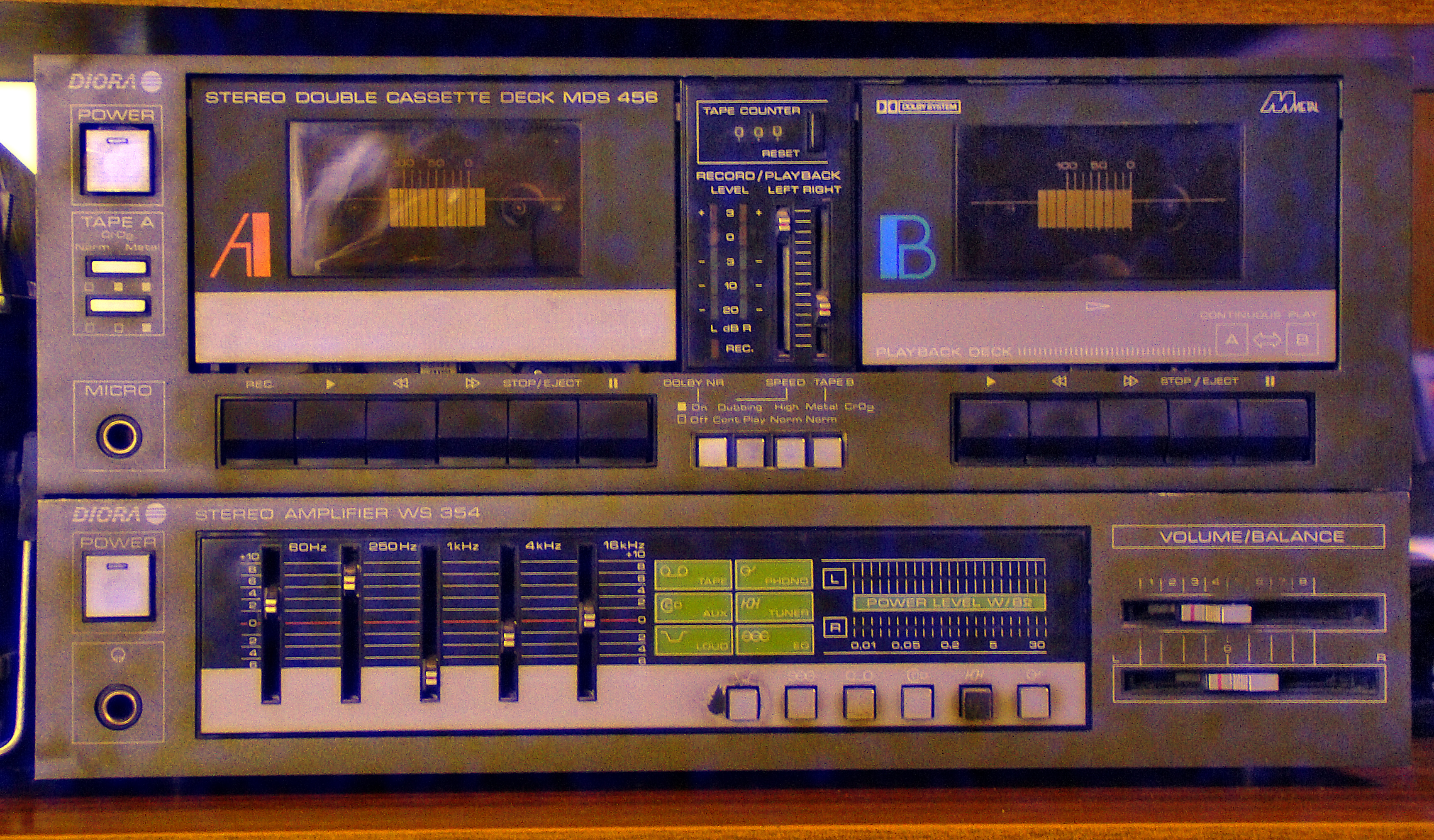
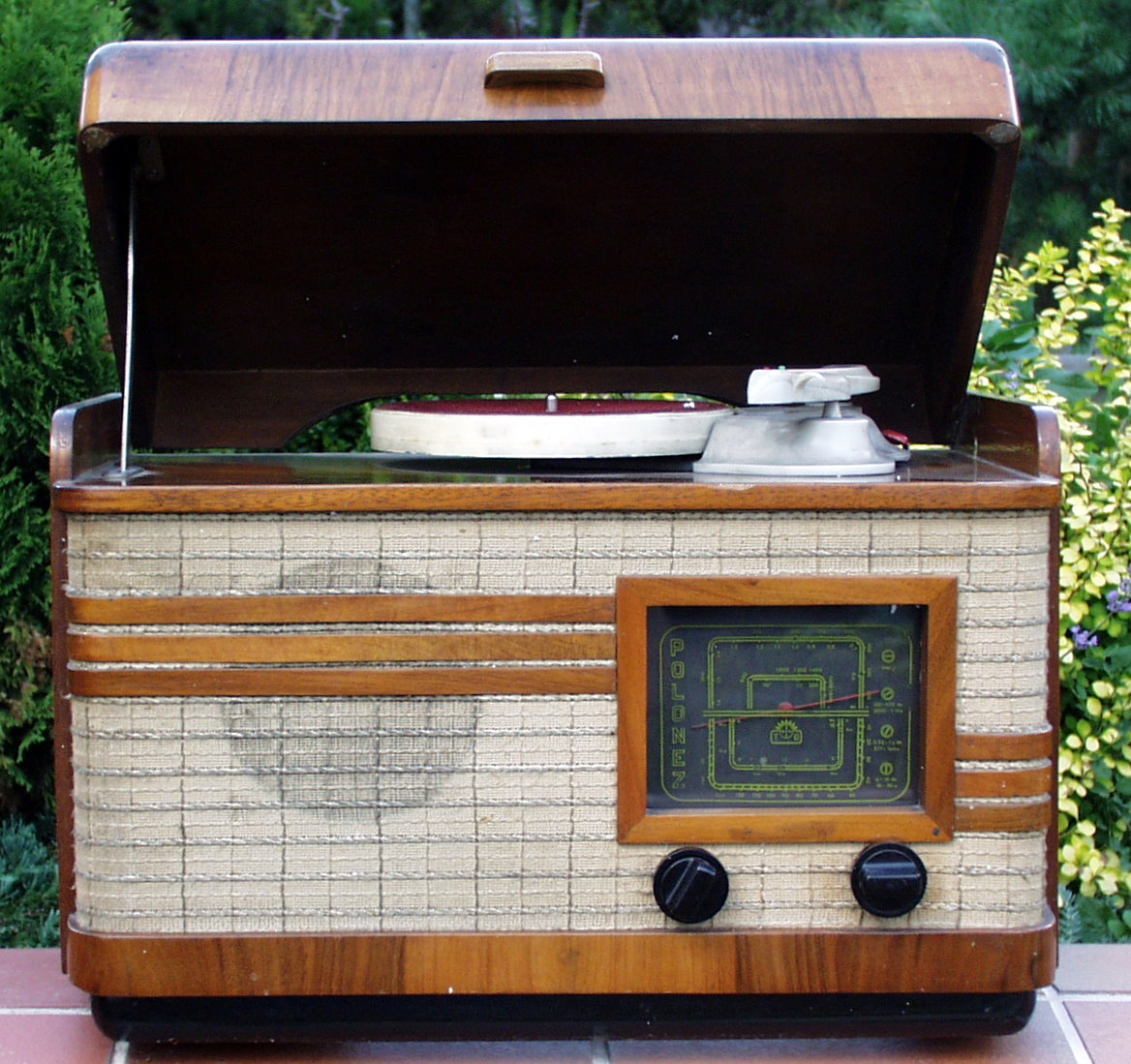
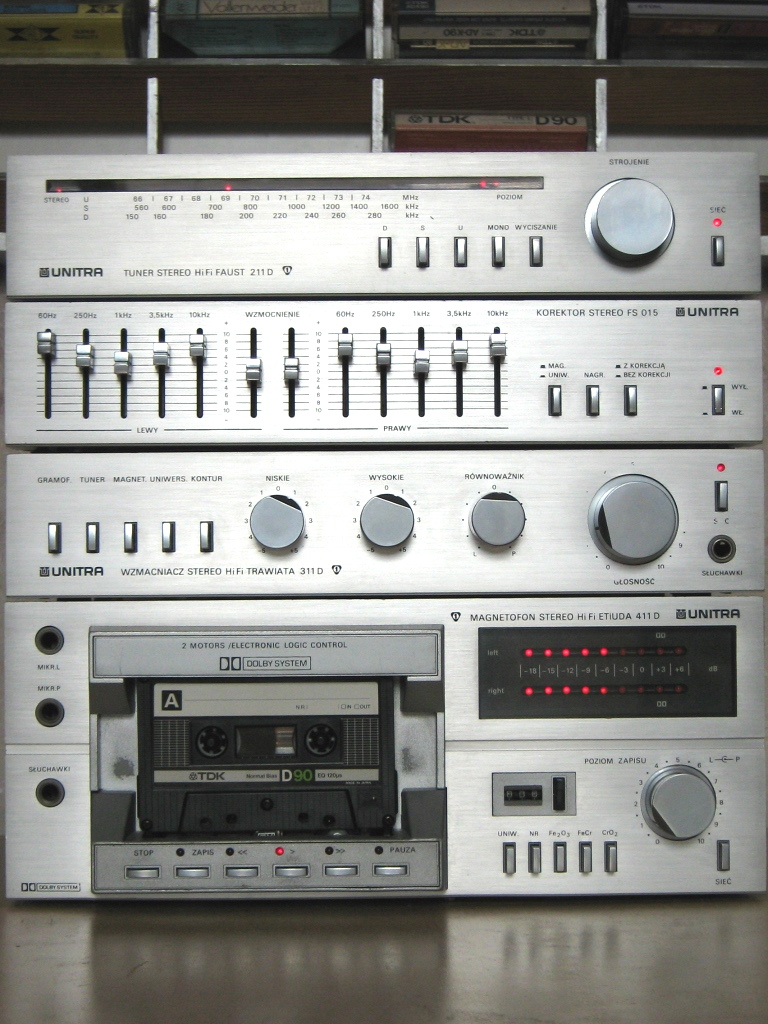